# Great Scott (Mondgestein)

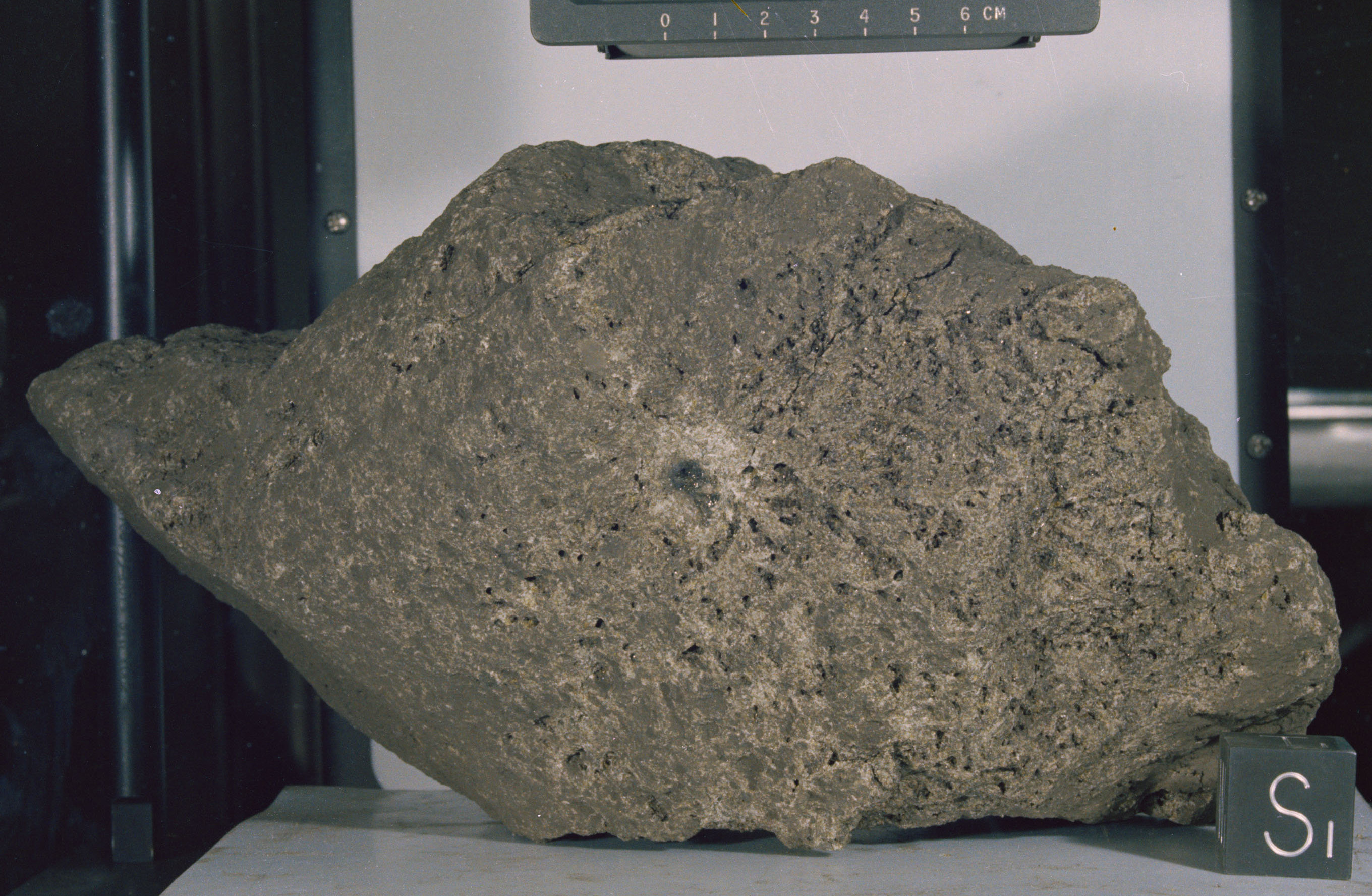
Great Scott in voller Größe

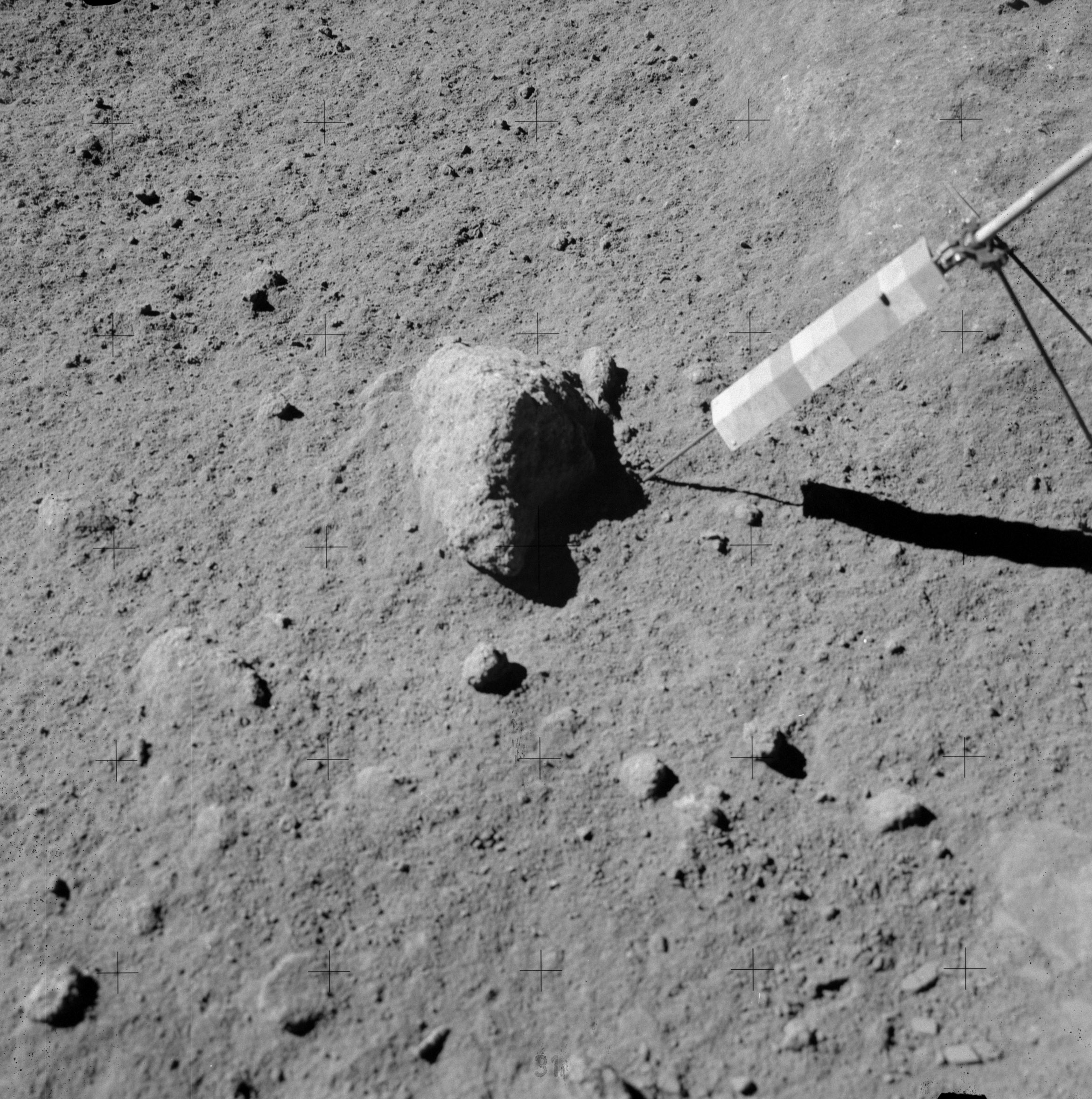
Fundort von Great Scott

Great Scott, wissenschaftlich auch Lunar Sample 15555 genannt, ist ein Mondgestein aus Basalt, das im Zuge der Apollo-15-Mission entdeckt und auf die Erde mitgenommen wurde. Benannt wurde es nach seinem Finder, dem Astronauten David Scott.
Der Mondstein war vor seiner Zerlegung mit 9,614 Kilogramm der schwerste unter allen aufgesammelten Steinen von Apollo 15. Laut NASA kristallisierte er vor rund 3,3 Milliarden Jahren.

## Chemische Zusammensetzung
Great Scott wurde zumindest laut vier Abhandlungen verschiedener Wissenschaftler auf seine chemische Zusammensetzung überprüft:
| Gesteinsart | Longhi et al. (1972) | McGee et al. (1977) | Heurer et al. (1972) | Nord et al. (1973) |
| ----------- | -------------------- | ------------------- | -------------------- | ------------------ |
| Olivin      | 12,1                 | 5–12                | 20                   | 20                 |
| Pyroxene    | 52,4                 | 52–65               | 40                   | 40                 |
| Plagioklase | 30,4                 | 25–30               | 35                   | 35                 |
| Opaque      | 2,7                  | 5                   | 0                    | 0                  |
| Mesostasis  | 2,3                  | 0,2–0,4             | 5                    | 5                  |
| Silica      | 0                    | 0,3–2               | 0                    | 0                  |